# ミャンマー愛国協会
ミャンマー愛国協会(ミャンマーあいこくきょうかい、ビルマ語: အမျိုးသား ဘာသာ သာသနာ စောင့်ရှောက်ရေး အဖွဲ့、英: Patriotic Association of Myanmar)略称マバタ(ビルマ語: မဘသ、英: Ma Ba Tha）、民族宗教保護協会は、ミャンマー（ビルマ）に拠点を置く仏教組織。マバタメンバーの中には、ナショナリストや969運動に関連している者もいるが、他のメンバーは、異教徒間の対話と寛容を積極的に支持している者もいる。

## 設立
2014年1月15日、マバタはミャンマーの上座部仏教を擁護する使命を持って、 マンダレーの仏教僧の大規模な会議で正式に設立された。そのパーリ語の名前はSāsana Vaṃsa Pāla（သာသနဝံသသပါလ）であり、文字通り「民族とサーサナの保護者」を意味する。国家サンガ大長老委員会による「969」記章の政治的使用の禁止に対応して設立された可能性がある。 

## 活動

### 仏教徒および仏教を保護する法案（民族・宗教保護法案）の成立
マバタの活動目的は、仏教徒および仏教を保護する法案（民族・宗教保護法案）を作成し、それを政府に可決してもらうことにあった。具体的には以下の4法案である。同法案は2015年に相次いで成立した。
- 改宗法 - 仏教徒が他宗教へ改宗すことを許可制にする。改宗は18歳以上のみに許可され、改宗申請者は最低5人の委員による面談の上、90日間の学習期間を通して「宗教の本質、当該宗教の婚姻、離婚、財産分与のあり方、および当該宗教の相続と親権のあり方」を検討させる。また他宗を侮辱・軽視・迫害目的での改宗、他人の改宗勧誘や、逆に回収を断念させる説得も禁止される。
- 仏教徒女性特別婚姻法 - 仏教徒女性と非仏教徒男性の婚姻を規制する法律。仏教徒女性が非仏教徒と婚姻する場合、その宗教を届け出なければならず、第三者による地方裁判所への異議申し立ても認める。また、非仏教徒の夫は、妻を改宗させようとしてはならず、反仏教的言動も禁止される。仏教への強制改宗義務はなくなったが、非仏教への改宗や反仏教言動の罪状に問われた場合、妻側は離婚理由にすることができる。その場合、共有財産はすべて妻に没収され、慰謝料支払いの義務があるばかりでなく、親権も奪われる。なおミャンマーでは反仏教的言動は宗教侮辱罪に当たり、2〜4年の禁錮刑に処せられる可能性がある。
- 人口調整法（産児制限法） - 第1子出生後、36ヶ月（3年）間は次の子供を産むことを禁じ、妊娠した場合は強制堕胎も可能にする。法自体は全住民が対象だが、出生率の高いロヒンギャを標的にした法律と指摘された。
- 一夫一妻法 - 一夫多妻を禁じる。在緬外国人も適用される。いわゆる内縁の配偶者、事実婚の形での重婚配偶者との同居も禁じられる。違反者は財産権を没収され、7年以下の禁錮または罰金に処せられる[13]。

### 仏教の共通の文化的価値観を促進
仏教の道徳的戒律に由来すると理解されており、これを維持することは、地域社会の社会的・精神的健全性にとって極めて重要であると一般の仏教徒は考えている。このような共通の価値観について社会の構成員を教育することは、異なる民族や言語的背景を持つ人々の平和的共存を保証するものと見なされる。マバタの支持者の大多数は、組織の存在そのものが複数のコミュニティにおける平和を促進していると考えているのだという。シュエダゴン・パゴダに近い軍所有地で計画されていた数百万ドル規模の不動産プロジェクトに対して抗議デモを行って、中止に追いこんだこともある。

### 社会的セーフティネットの提供
貧困層、病人、高齢者を受け入れ、食事や医療を提供するという僧院の伝統的活動を、マバタのメンバーは、マバタの活動として行っている。

### 被災者支援
2008年のサイクロン・ナルギスの際、キリスト教系団体が支援活動を行うことによって、その影響力を強めたことを参考にして、マバタはその活動の中心に位置づけていた。2015年にミャンマー北部が壊滅的な洪水に襲われた時、マバタは被災地に巨額の支援を提供し、著名な僧侶が被災地を慰問した。2016年の自身の際には、崩壊したバガン遺跡の数百の仏塔の修復のための資金を提供した。

### 教育
貧困層に対する無料教育の提供は、ミャンマーの僧院の伝統的な慈善活動だが、マバタは2012年にダンマスクール財団を設立し、全国に仏教日曜学校 (ダンマスクール) の大規模なネットワークを拡大している。ダンマスクールの教師の多くもマバタのメンバーであり、女性が多い。またマバタは、2016年にヤンゴン地方域のレグ（Hlegu）郡区に設立された高校を支援しており、この高校では標準的な高校のカリキュラムの他、僧侶による仏教文化や公民教育の授業も実施している。2021年クーデター後はダンマスクールはさらに拡大していると言われている。

### 女性の権利保護
マバタは、農村部の女性たちに、仏教徒女性の結婚の権利と仏教の信仰を実践する権利について啓蒙する地域訪問活動に熱心に取り組んでいる。講習ではムスリムが一夫多妻制であること、ムスリムの男性と結婚するとイスラム教への改宗を迫られることなども教えられているが、マバタの女性メンバーは仏教徒の女性の権利を守るものとして概ね肯定的であるという。マバタの女性メンバーには、国内でもっとも権威のある尼僧院のメンバー、女性宗教学者、弁護士、教育者、医療専門家などが含まれている。その多くは50代だが、高等教育を受けたフェミニストを自認する一般の女性や20代後半から30代前半の尼僧もいる。

### 法的支援
マバタは、家庭や職場で虐待を受け、裁判所を利用する手段のない女性に対して、宗教者としての支援と法的支援を無料で提供している。主に女性メンバーに担当させ、中国人ビジネスマンに虐待された若い仏教徒の少女が支援を求めてきた際は、女性メンバーが、その少女と家族を数か月間自宅に住まわせた。
ただし、この点について、マバタが警察の捜査や司法に介入していることが問題になっている。 2015年11月、ロヒンギャはミャンマーの公式な民族グループであると主張するカレンダーを出版した出版社の男性5人が、法と秩序を脅かすものを出版したかどで逮捕されて起訴され、800ドルの罰金を科せられたが、マバタに所属する僧侶が、罰金刑では不十分であるというキャンペーンをSNS上で張り、警察が男性を再逮捕して投獄したという事件があった。他にもマバタの僧侶が、警察署で捜査ファイルを確認したり、捜査現場に足を踏み入れたり、裁判所に出入りしている事実が明らかになっている。

## 組織
現在、マバタは、ユワマ・サヤドーが会長を務めており、その本部はヤンゴン地方域のインセイン郡区にあるイワマ（Ywama）僧院である。上級学者の僧侶と民族主義の僧侶の両方を含む52人のメンバーで構成された中央委員会に率いられ、その下に中央執行委員会があり、さらに8つの管理部に分かれている。中央委員会のメンバーは、ミャンマー仏教界の主流派の高僧であり、強硬派も穏健派もいるが、仏教徒が少数派のムスリムによって脅かされているというマバタの基本的見解には一致して賛同している。マバタで一番有名なアシン・ウィラトゥは、８つある管理部のうち、教育・布教部の責任者である。組織の活動の中核を担っているのは、管理部に所属する比較的若い出家者と在家信者だった。マバタは、ミャンマーの州や郡レベルで幅広いネットワークと分団を持っているが、中央委員会は地方支部に対して限定的な権限しか持たず、分散型の組織だった。その活動は寄付とボランティアによって支えられていた。

## メディア戦略
マバタは、週刊新聞『アウンゼヤトゥ（Aung Zeyathu）』、上ビルマ向けの雑誌『アトゥマシ( Atumashi)』、公称約5万部の隔月刊誌『ターキスウェ（王家の血）(Tharkithwe)』、定期刊行物『ミッタタグン (Myittatagun)』などさまざまな紙媒体を出版しており、それぞれ500ks～1000ksと非常に安価で、喫茶店などで手軽に入手できた。有力僧侶は著作を出版しており、イベント会場や書店で入手できた。
またマバタは国内最大のケーブルニュースプロバイダー・Skynetと契約して、説法の模様をテレビ放送していた。
行動的な若手の僧侶たちは複数のSNSでぞれぞれのアカウントを持ち、活発に投稿していた。アシン・ウィラトゥのFacebookのアカウントには、2015年11月の時点で、11万7千人のフォロワーがいた。

## 政治的関与
2015年6月の第2回年次大会で中央委員会が支部に対して、「マバタの大義のために『信頼できる国会議員』を選出するよう国民を指導する」よう求める指令を出した後、マバタの政治的関与は拡大した。小規模な超国家主義政党や活動家グループと公然と同盟を結び、イベントを共催したり、これらのグループのコンテンツをマバタのチャンネルで積極的に配信したりし、またその逆も行われた。
969運動やマバタの活動はテインセイン政権下で盛んだったものの、政権は彼らを活動を厳しく取り締まらなかった。テインセイン大統領は、969運動を「平和の象徴」と称賛し、サンシント宗教大臣は「私たちは今、市場経済を実践している」「誰もそれ（ボイコット）を止めることはできない。これは消費者に任されています」と969運動によるボイコット活動を擁護していた。マバタはテインセイン及び国軍系の連邦団結発展党（USDP）の不干渉を暗黙の支持と見なしおり、テインセイン政権下で念願の民族・宗教保護法案が成立すると、明確にUSDP支持を打ち出した。2015年5月、テインセインが、ロヒンギャに対する人権侵害の申立に対応するために、ニューヨークの連邦地方裁判所に召喚された際は、マバタのメンバーはFacebookのプロフィール欄にテインセインの写真と「大統領、私はあなたと共にいます」というスローガンを掲載した。しかし2015年の総選挙ではUSDPは大敗を喫し、マバタのメンバーは衝撃を受けた。
一方、アウンサンスーチーが民族・宗教保護法案に反対したことをきっかけに、マバタは国民民主連盟（NLD）に敵対的な態度を取るようになり、スーチーに対する誹謗中傷を繰り返していた。例えばマバタの中央委員会は「ドルで報酬を得ている政治家や、仏教徒ではない外国から我が国と宗教を破壊するために数々の賞や称号を与えられた人々に投票しないように」と人々に呼びかけた。ウィラトゥはNLD のマスコットのクッダウン（戦う孔雀）をムッダウン（イスラム教徒の孔雀）と呼び、「ラカイン事件が勃発したとき、スーチーは信頼できないと分かりました。多くの町のNLD事務所の責任者はイスラム教徒です」と述べた。マバタのメンバーは、スーチーがヒジャブを被った加工写真をSNS上で拡散して、ムスリムの同調者というレッテルを貼った。スーチーとNLDが事実無根と主張したのにもかかわらず、スーチーがロヒンギャの活動家にロヒンギャの権利と平等を保証すると述べたとされるEメールSNS上に拡散した。極めつけは、マバタがNLDの選挙運動を妨害していると非難したところ、マバタに非難声明を出されたNLD最高顧問ティンウーがウィラトゥを訪問した際、ウィラトゥが見下した態度でティンウーを説教する模様がYoutubeにアップされた。2015年の総選挙では、マバタのこうした圧力により、NLDはムスリムの議員を1人も擁立できなかった。しかし、NLD政権成立後、マバタはNLDの意向を受けた国家サンガ大長老委員会（マハナ）の度重なる干渉により、その勢力を失っていった。

## キャンペーン
2014年にマバタメンバーは、セルラーインフラを構築するためにカタールに拠点を置く通信会社のOoredooに対してキャンペーンを開始した。